# Mateusz Wilangowski

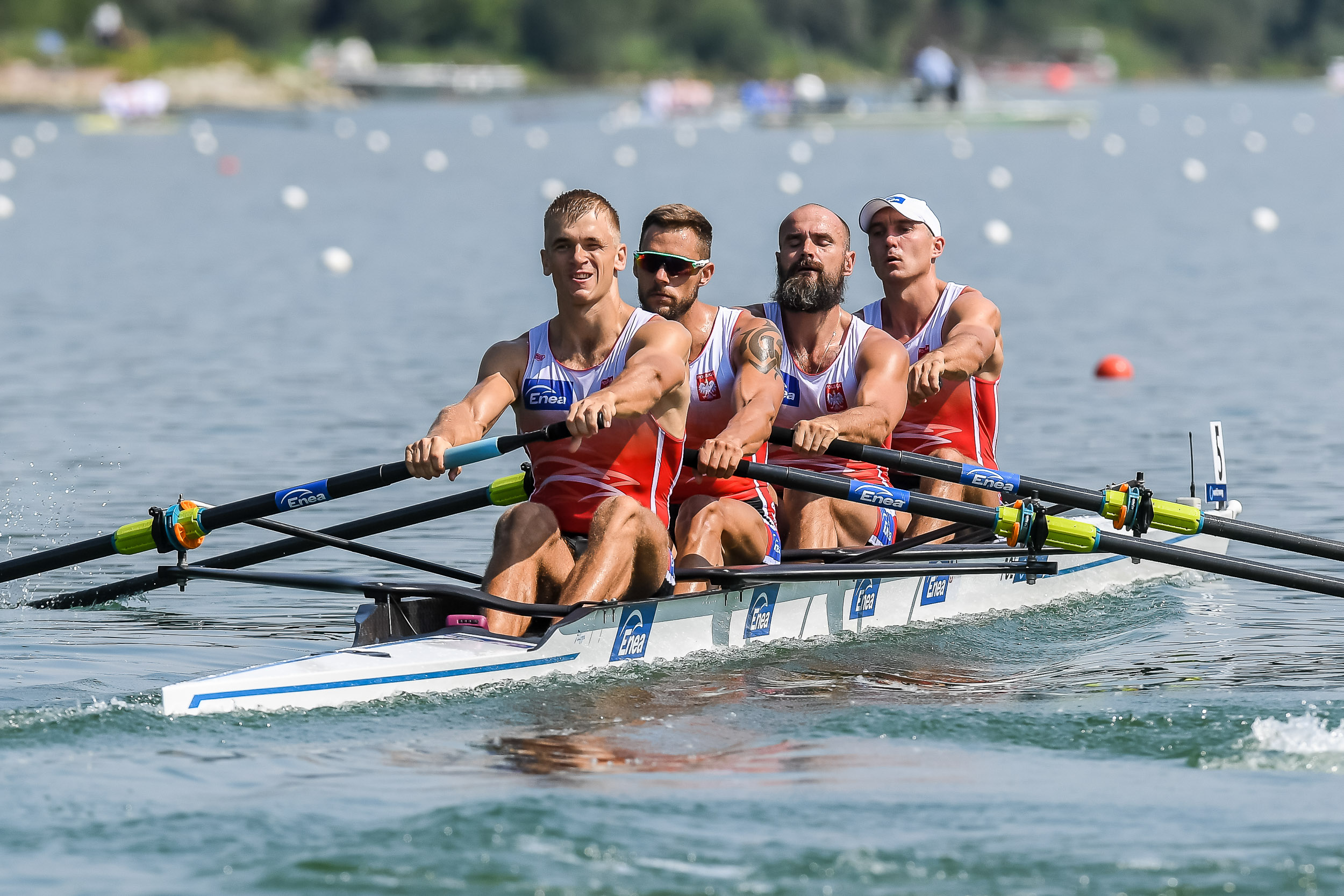
Mistrzowie świata 2019 - M. Wilangowski czwarty od lewej

Mateusz Wilangowski (ur. 7 października 1991 r. w Mokrem w powiecie grudziądzkim) – polski wioślarz, mistrz świata (2019), dwukrotny srebrny medalista mistrzostw Europy. Zawodnik KW Wisła Grudziądz.

## Igrzyska olimpijskie
Na igrzyskach zadebiutował w 2016 roku w Rio de Janeiro. W konkurencji ósemek zajął piąte miejsce w finale A, tracąc do podium 3,03 sekundy.

## Inne sukcesy międzynarodowe
Mateusz Wilangowski początkowo startował na ósemce. Zdobył w tej konkurencji tytuł wicemistrza świata U-23, brąz na MŚ seniorów oraz tytuł wicemistrza Europy seniorów.
Największe sukcesy odniósł jednak w 2019 roku na czwórce bez sternika. Na mistrzostwach Europy zdobył srebro, a następnie został mistrzem świata.
W 2020 roku zdobył brązowy medal mistrzostw Europy rozegranych w Poznaniu w czwórce bez sternika razem z Michałem Szpakowskim, Marcinem Brzezińskim i Mikołajem Burdą.

## Wyróżnienia
Jest laureatem Wielkiej Honorowej Nagrody Sportowej za 2019 rok.

## Wyniki
| Rok  | Zawody                 | Miejsce            | Konkurencja          | Czas             | Pozycja     |
| ---- | ---------------------- | ------------------ | -------------------- | ---------------- | ----------- |
| 2012 | Mistrzostwa świata U23 | Troki              | Ósemka               | Finał A: 5:54,09 | 5. miejsce  |
| 2013 | Mistrzostwa świata U23 | Linz               | Ósemka               | Finał A: 5:33,16 | 3. miejsce  |
| 2014 | Mistrzostwa Europy     | Belgrad            | Dwójka bez sternika  | Finał B: 6:32,98 | 8. miejsce  |
| 2014 | Mistrzostwa świata     | Amsterdam          | Ósemka               | Finał A: 5:26,90 | 3. miejsce  |
| 2015 | Mistrzostwa Europy     | Poznań             | Ósemka               | Finał A: 5:30,74 | 4. miejsce  |
| 2015 | Mistrzostwa świata     | Lac d’Aiguebelette | Ósemka               | Finał B: 5:29,24 | 7. miejsce  |
| 2016 | Mistrzostwa Europy     | Brandenburg        | Ósemka               | Finał A: 6:23,14 | 5. miejsce  |
| 2016 | Igrzyska olimpijskie   | Rio de Janeiro     | Ósemka               | Finał A: 5:34,62 | 5. miejsce  |
| 2017 | Mistrzostwa Europy     | Račice             | Ósemka               | Finał A: 5:30,91 | 2. miejsce  |
| 2017 | Mistrzostwa świata     | Sarasota           | Ósemka               | Finał B: 5:42,48 | 10. miejsce |
| 2018 | Mistrzostwa Europy     | Glasgow            | Ósemka               | Repasaż: 5:35,93 | –           |
| 2018 | Mistrzostwa świata     | Płowdiw            | Czwórka bez sternika | Finał B: 5:50,87 | 7. miejsce  |
| 2019 | Mistrzostwa Europy     | Lucerna            | Czwórka bez sternika | Finał A: 5:53,90 | 2. miejsce  |
| 2019 | Mistrzostwa świata     | Ottensheim         | Czwórka bez sternika | Finał A: 6:09,86 | 1. miejsce  |
| 2020 | Mistrzostwa Europy     | Poznań             | Czwórka bez sternika | Finał A: 6:05,08 | 3. miejsce  |